# Бибона
Бибона (итал. Bibbona) је насеље у Италији у округу Ливорно, региону Тоскана.
Према процени из 2011. у насељу је живело 1130 становника. Насеље се налази на надморској висини од 48 м.

## Становништво
| 1931. | 1936. | 1951. | 1961. | 1971. | 1981. | 1991. | 2001. | 2011. |
| ----- | ----- | ----- | ----- | ----- | ----- | ----- | ----- | ----- |
| 3.215 | 3.014 | 3.333 | 3.109 | 2.640 | 2.651 | 2.793 | 3.051 | 3.209 |